# T-90
T-90 este un tanc principal de luptă din generația a treia, fabricat la uzinele Uralvagonzavod din Nijni Taghil, Rusia. T-90 este o variantă modernizată a tancului T-72 (inițial, proiectul a fost denumit T-72BU, însă a fost redenumit mai târziu T-90). Este cel mai modern tanc aflat în dotarea Forțelor Terestre și Infanteriei Marine rusești. Deși are la bază un model T-72, T-90 este dotat cu tunul și sistemele optice de ochire montate pe tancul T-80U, un motor nou și un sistem de vedere pe timp de noapte bazat pe imagini termice. Măsurile de protecție includ blindajul reactiv Kontakt-5 ERA, sistem de avertizare la iluminarea laser, camuflaj Nakidka, un sistem EMT-7 de generare a pulsurilor electromagnetice pentru distrugerea minelor magnetice și un sistem Ștora de bruiere a rachetelor antitanc cu infraroșii.

## Variante
- T-90 - modelul de bază.
- T-90K - versiune de comandă (echipament radio și de navigație suplimentar).
- T-90E - versiunea de export a modelului T-90.
- T-90A - versiune utilizată de armata rusă care are turela construită prin sudare, motor V-92S2 și sistem de vedere termic ESSA. Denumită uneori T-90 Vladimir.
- T-90S - modelul de export bazat pe T-90A.
- T-90SK - versiune de comandă, bazată pe T-90S.
- T-90S "Bhishma" - versiune modificată a tancului T-90S aflată în dotarea armatei indiene.
- T-90M - model echipat cu blindaj reactiv Relikt, motor nou de 1500 cai putere, turelă îmbunătățită, blindaj compozit superior, tun nou, sistem de navigare prin satelit, sistem de vizare termic nou și alte îmbunătățiri.

### Vehicule bazate pe șasiul tancului T-90
- BREM-72: vehicul de recuperare a tancurilor avariate
- MTU-90: vehicul specializat pentru pontonieri
- IMR-3: vehicul specializat pentru trupele de geniu
- BMR-3: Dragor de mine.

## Utilizatori
- Rusia - Rusia avea aproximativ 550 de tancuri T-90 în 2015, iar producția era de aproximativ 60 de tancuri noi pe an.
- India - India are peste 600 de tancuri T-90 în prezent. Acestea au fost achiziționate în urma a trei comenzi diferite. Primul lot (310 bucăți) a fost comandat în anul 2000. Al doilea lot (300 de tancuri) a fost comandat în 2006. Alte 1000 de tancuri vor fi construite în India sub licență până în 2020. Primele 10 tancuri au fost construite în luna august a anului 2009.
- Algeria - Algeria a comandat 180 de tancuri T-80S. Comanda va fi livrată până în 2011. Până în 2008 fuseseră livrate 102 bucăți.
- Arabia Saudită - Arabia Saudită a comandat 150 de tancuri T-90S.
- Turkmenistan - Turkmenistan a comandat 10 tancuri T-90S în 2009, în valoare de 30 de milioane de dolari.